# Павел Кисельов
Павел Дмитриевич Кисельов (на руски: Павел Дмитриевич Киселёв) е руски офицер, генерал от пехотата, граф и държавен деец.

## Биография
Павел Кисельов е роден на 8 януари 1788 г. в семейството на потомствен дворянин от Москва. Началото на рода Кисельови поставя Иван Кисельов, който през 1452 г. бил войвода на Велики Устюг. Павел Дмитриевич Кисельов е роден като син на Дмитрий Иванович Киселев (1761-1820 г.) – помощник-управител на Московската оръжейна палата, и Праскова Петровна (1767-1841 г.) – сестра на княз Александр Петрович Урусов.
Ориентира се към военното поприще. Произведен е в първо офицерско звание корнет и започва служба в Кавалергардския полк (1806).
Участва във войната на четвъртата антинаполеоновска коалиция срещу Франция. Бие се храбро в битките при Хайлсберг и Фридланд (1807).
В отразяването на нападението на Наполеон Бонапарт срещу Русия се проявява в битките при Вязма, Дорогобуж, Красно, Борисов и Бородино. Награден е със златно оръжие „За храброст“ (1812).
Участва във войната на Шестата антинаполеоновска коалиция срещу Франция (1813 – 1814). Отличава се в битките при Херлиц, Бауцен, Дрезден и Лайпциг (1813). Флигел-адютант на император Александър I (1814 – 1819). Повишен е във военно звание генерал-майор от октомври 1817 г. Началник-щаб на 2-ра армия (1819). Повишен е във военно звание генерал-адютант от октомври 1823 г.
Участва в Руско-турската война от 1828 – 1829 г. Началник на щаба на Дунавската армия през 1828 г. Командир на колоната, която овладява Ловеч на 30 септември 1829 г. Награден е с орден „Свети Георги“ IV степен (1830).
Временен управител на Молдова и Влашко, където провежда съществени реформи, които подготвят създаването на държавата Румъния (1829 – 1834). Повишен е във военно звание генерал от пехотата от април 1834 г.
След завръщане в Русия е член на Държавния съвет и Комитета по селските дела. Министър на държавните имущества (1837). Провежда селската реформа (1837 – 1841). Граф от 1839 г. Награден е с орден „Свети апостол Андрей Първозвани“ (1841). Почетен член на Санкт-Петербургската академия на науките от 1855 г.
Руски посланик в Париж от 1856 г. Излиза в оставка през 1862 г. Умира на 14 ноември 1872 г. в Париж, Франция.